# Октябрьский электровагоноремонтный завод
Октябрьский электровагоноремонтный завод (ОЭВРЗ) — предприятие-изготовитель подвижного состава в Санкт-Петербурге, до 12 февраля 2025 года входило в состав АО «Трансмашхолдинг». Специализируется на производстве и ремонте рельсового транспорта.

## История

### Александровский главный механический завод
Завод был основан во времена Российской империи в 1826 году в составе Александровского чугунолитейного завода и является старейшим заводом Санкт-Петербурга. Первоначально специализировался на выпуске пароходов.
С 1844 года завод передан в Главное Управление Путей Сообщения и получил название Александровский Главный механический завод Санкт-Петербургско—Московской железной дороги и стал заниматься производством паровозов и вагонов для Царскосельской железной дороги.
В 1894 году вместе с Николаевской железной дорогой завод был выкуплен в казну и стал частью Министерства путей сообщения.
В XIX веке на этой территории располагались Вагонные мастерские Александровского главного механического завода Николаевской железной дороги.
В начале XX века завод освоил строительство специальных вагонов. В период Первой мировой войны завод полностью перешёл на производство санитарных и специальных поездов.

### Октябрьский вагоноремонтный завод
7 ноября 1922 года в честь пятой годовщины Октябрьской революции Александровский завод был переименован в Пролетарский. С 1931 года вагонные мастерские стали отдельным предприятием от паровозостроительных мастерских — Октябрьским вагоноремонтным заводом. В период Великой Отечественной войны завод выпускал санитарные поезда, бронепоезда, орудийные платформы и боеприпасы.
В 1962 году в связи с перепрофилированием предприятия на ремонт вагонов электропоездов завод был переименован в Октябрьский электровагоноремонтный завод (ОЭВРЗ).
Занимался ремонтом и техобслуживанием вагонов электропоездов, в том числе «Красная стрела» и «Аврора».

## Акционерное общество Октябрьский электровагоноремонтный завод
В 1992 году предприятие получило название АО «Октябрьский электровагоноремонтный завод». В 2006 году завод вошёл в состав АО «Трансмашхолдинг». 12 февраля 2025 года новым собственником завода стала компания «Мотус Груп».
В 2008 году ОЭВРЗ освоил капитальный ремонт вагонов метрополитена, а c 2011 года приступил к их собственному производству. В 2009 на заводе проходил капитальный ремонт скоростной поезд ЭР200.
С 2014 года завод занимается модернизацией трамвайных вагонов ЛМ-68М.

#### Выпуск метровагонов
С 2009 года ОЭВРЗ осуществляет капитальный ремонт метропоездов серий 81-717/714 для Московского метрополитена, а в 2011 году ОЭВРЗ освоил изготовление вагонов метрополитена для Екатеринбургского и Новосибирского метрополитенов. В 2012 году ОЭВРЗ начал поставки электровагонов в метрополитен Санкт-Петербурга.
В 2014 году запущен инвестиционный проект «Организация производства городского рельсового электрического транспорта и вагонов метро», в рамках которого началось строительство цеха сборки вагонов и цеха статических испытаний вагонов общей площадью 14 150 м². Новый производственный комплекс предназначен для выпуска вагонов метрополитена с асинхронным тяговым приводом. Производственный комплекс введён в эксплуатацию 30 сентября 2016 года. Заключив выгодные контракты с Петербургским метрополитеном, завод обогнал своего конкурента — «Вагонмаш».
С 2018 года начал поставки метровагонов «Москва» в метрополитен Москвы. Последний состав по данному контракту для Таганско-Краснопресненской линии сошёл с конвейера в апреле 2020 года. В 2020 году разработана обновлённая версия электровагона "Москва-2020" . В течение последних лет ОЭВРЗ стал крупнейшим поставщиком подвижного состава для ГУП «Петербургский метрополитен» — до 2030 года планируется изготовление 950 вагонов. В 2022 году в Петербургском метрополитене запущены в эксплуатацию новые электровагоны «Балтиец».
| Электровагоны метрополитена | Электровагоны метрополитена                           | Электровагоны метрополитена | Электровагоны метрополитена | Электровагоны метрополитена |
| Изображение                 | Модель и модификации                                  | Годы производства           | Примечания |                             |
| --------------------------- | ----------------------------------------------------- | --------------------------- | --- | --------------------------- |
|                             | 81-717/714                                            | с 2011                      | Электровагоны для метрополитена Екатеринбурга, Новосибирска, С-Петербурга и Нижнего Новгорода.                                       |                             |
|                             | «Юбилейный» 81-722.1/723.1/724.1 81-722.3/723.3/724.3 | 2017—2021                   | вагоны для Петербургского метрополитена Заводом выпущено 27 поездов 6-вагонного состава (из них 11 поездов для зелёной ветки метро). |                             |
|                             | 81-765/766/767 «Москва»                               | 2018—2020                   | вагоны для Московского метрополитена Заводом выпущено 12 поездов 8-вагонного состава                                                 |                             |
|                             | 81-775/776/777 «Москва-2020»                          | 2020—2021                   | вагоны для Московского метрополитена                                                                                                 |                             |
|                             | 81-725.1/726.1/727.1 «Балтиец»                        | с 2022                      | вагоны для Петербургского метрополитена                                                                                              |                             |

### Трамваи
- Модернизированный вагон модели ЛМ-68М2 и ЛМ-68М3
- Трамвайный вагон модели 71-301

#### Невский завод электрического транспорта
В мае 2018 года на территорию ОЭВРЗ перенесена досборка трамвайных вагонов компании «ПК Транспортные системы» из Твери, где компания арендовала часть мощностей Тверского вагоностроительного завода. Новое предприятие получило название «Невский завод электрического транспорта» и занимается сборкой современных трамваев, таких как «Львёнок», «Витязь-М», «Невский».